# Blue Springs, Mississippi
Blue Springs là một thành phố thuộc quận Union, tiểu bang Mississippi, Hoa Kỳ. Năm 2010, dân số của thành phố này là 228 người.

## Dân số
- Dân số năm 2000: 144 người.
- Dân số năm 2010: 228 người.